# Villarta de San Juan
Villarta de San Juan ist ein Ort und eine Gemeinde (municipio) mit 2.698 Einwohnern (Stand: 2024) in der spanischen Provinz Ciudad Real der Autonomen Region Kastilien-La Mancha.

## Lage
Villarta de San Juan liegt etwa 70 Kilometer ostnordöstlich von Ciudad Real in einer Höhe von ca. 1020 m. Durch die Gemeinde fließt der Río Ciguela. Durch die Gemeinde führt die Autovía A-4 von Madrid nach Granada.

## Bevölkerungsentwicklung
| Jahr      | 1970 | 1981 | 1991 | 2001 | 2011 | 2021 |
| Einwohner | 2927 | 2583 | 2969 | 2968 | 3090 | 2723 |

## Sehenswürdigkeiten
- Jakobus-der-Ältere-Kirche
- Marienkirche

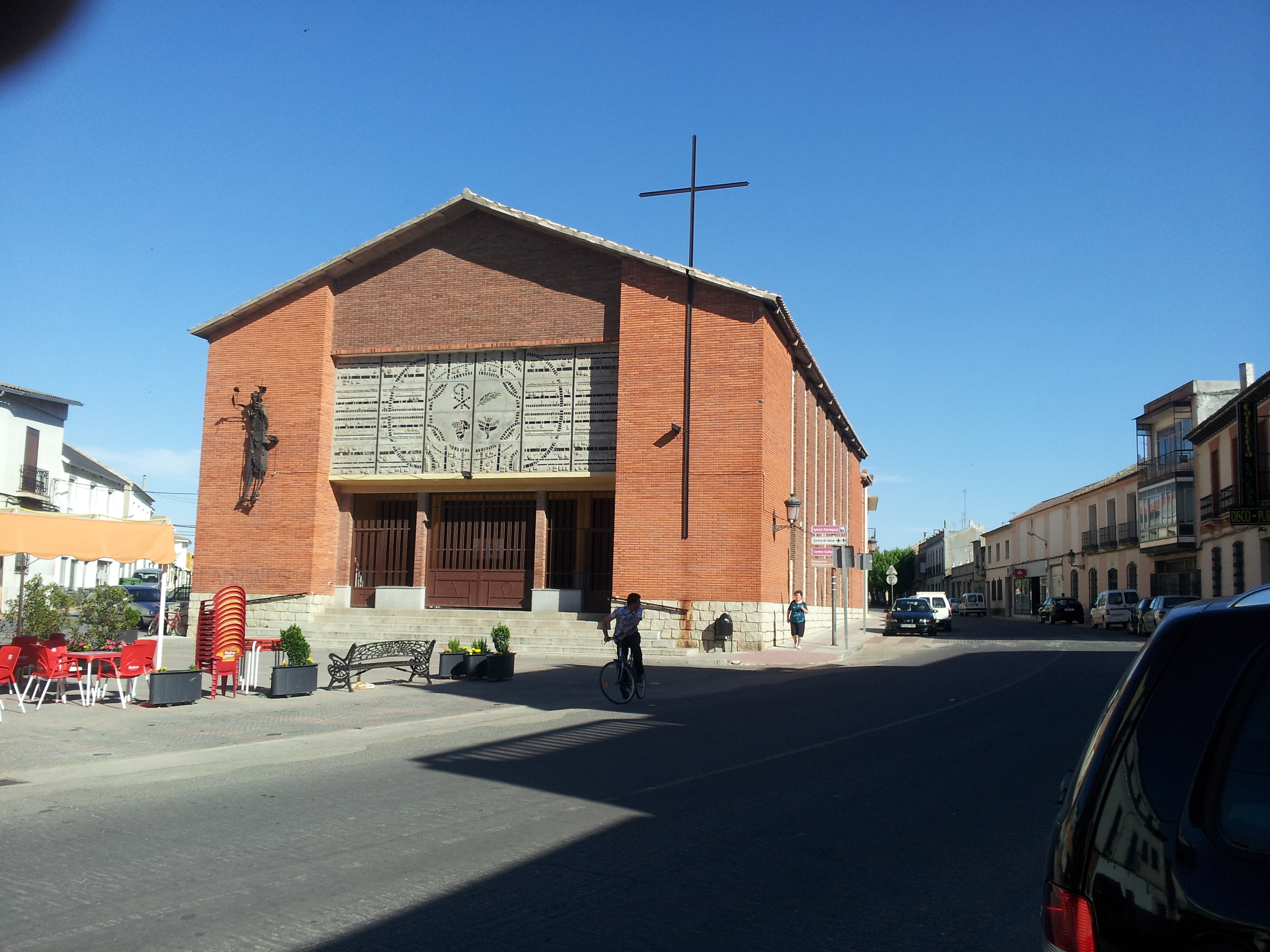
Johannes-der-Täufer-Kirche
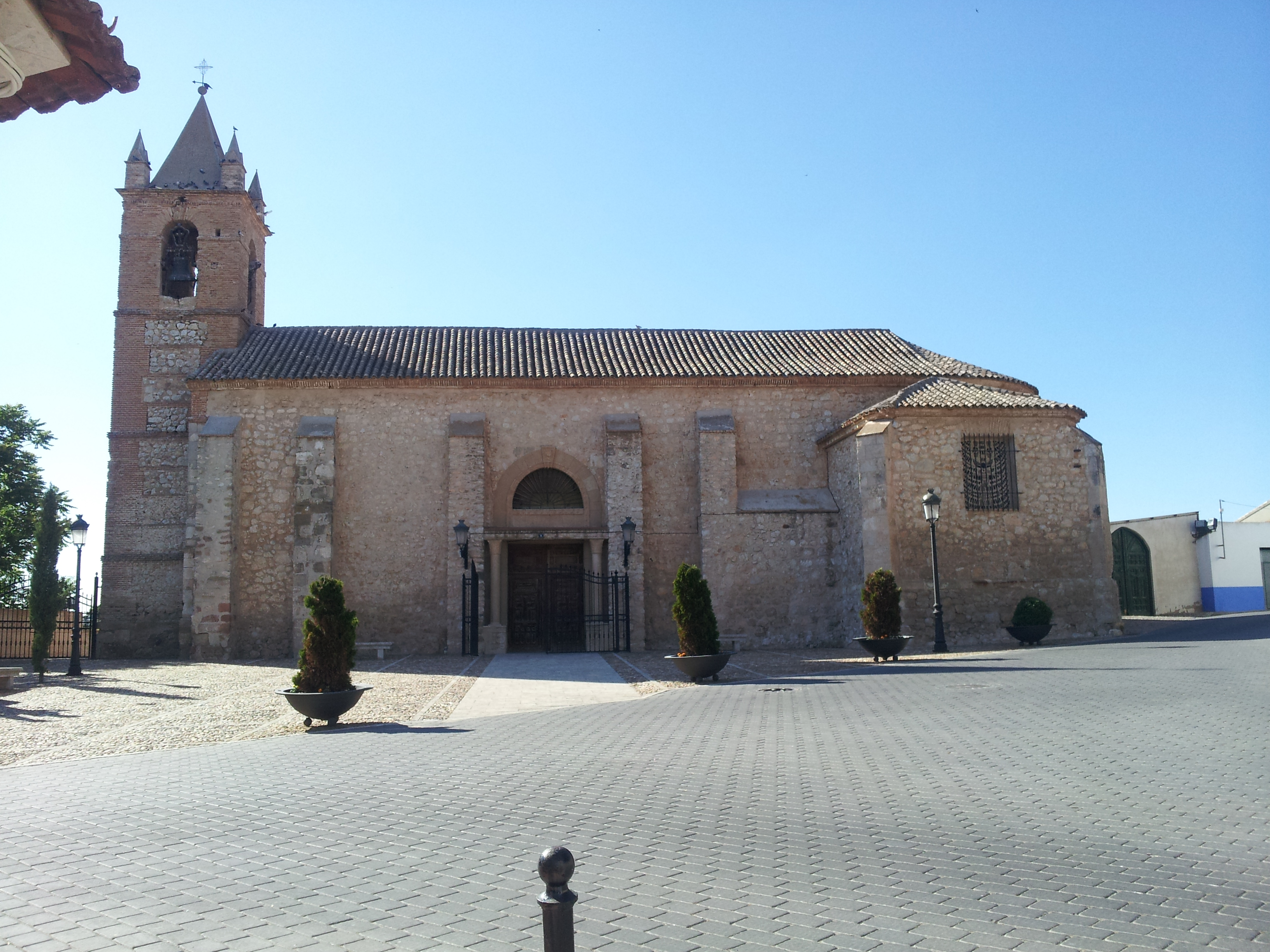
Marienkirche
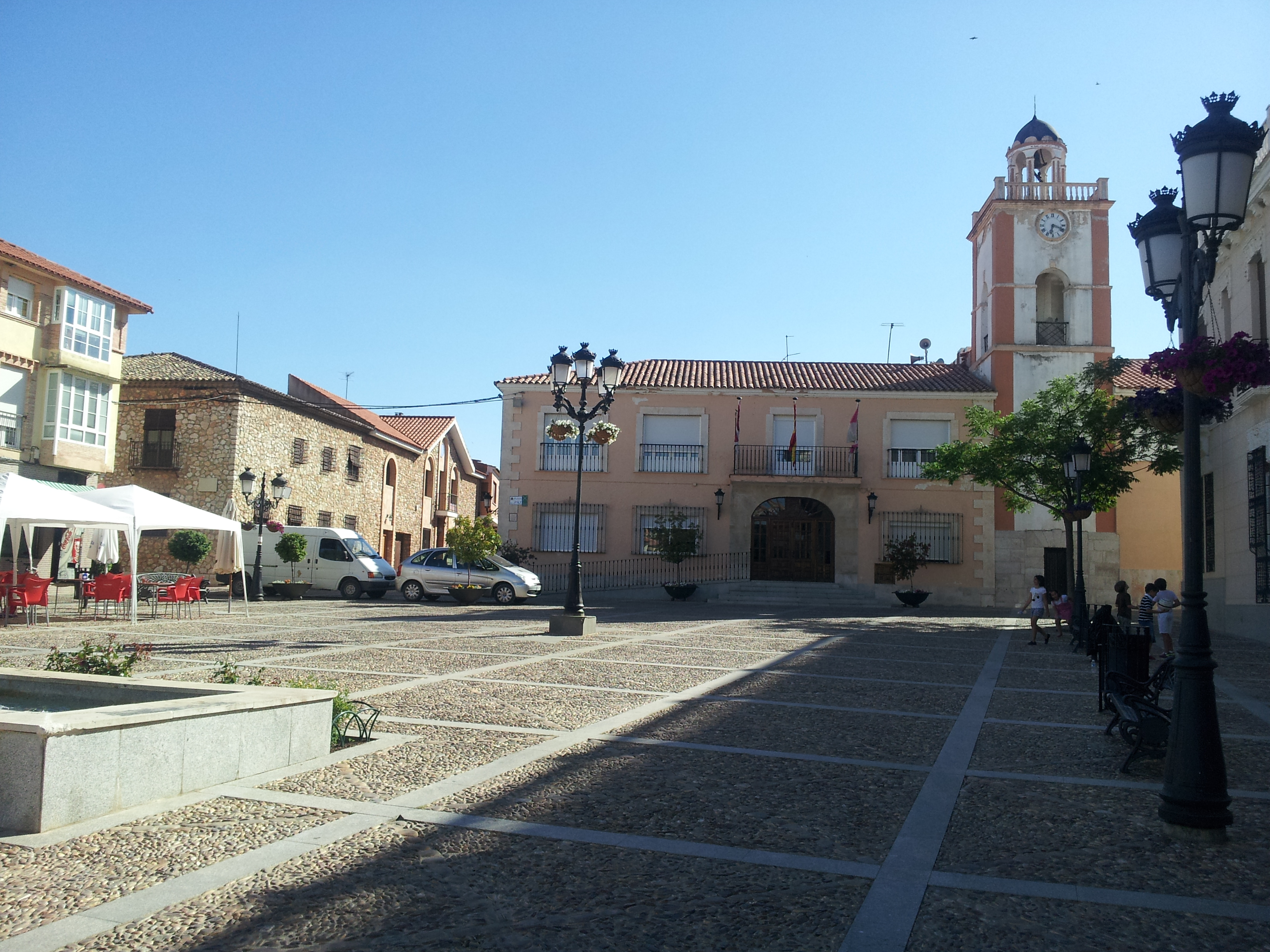
Rathaus

## Persönlichkeiten
- Tomás Pina (* 1987), Fußballspieler

## Gemeindepartnerschaft
Mit der spanischen Gemeinde Almácera in der Provinz Valencia besteht eine Partnerschaft.